# Tellschütz

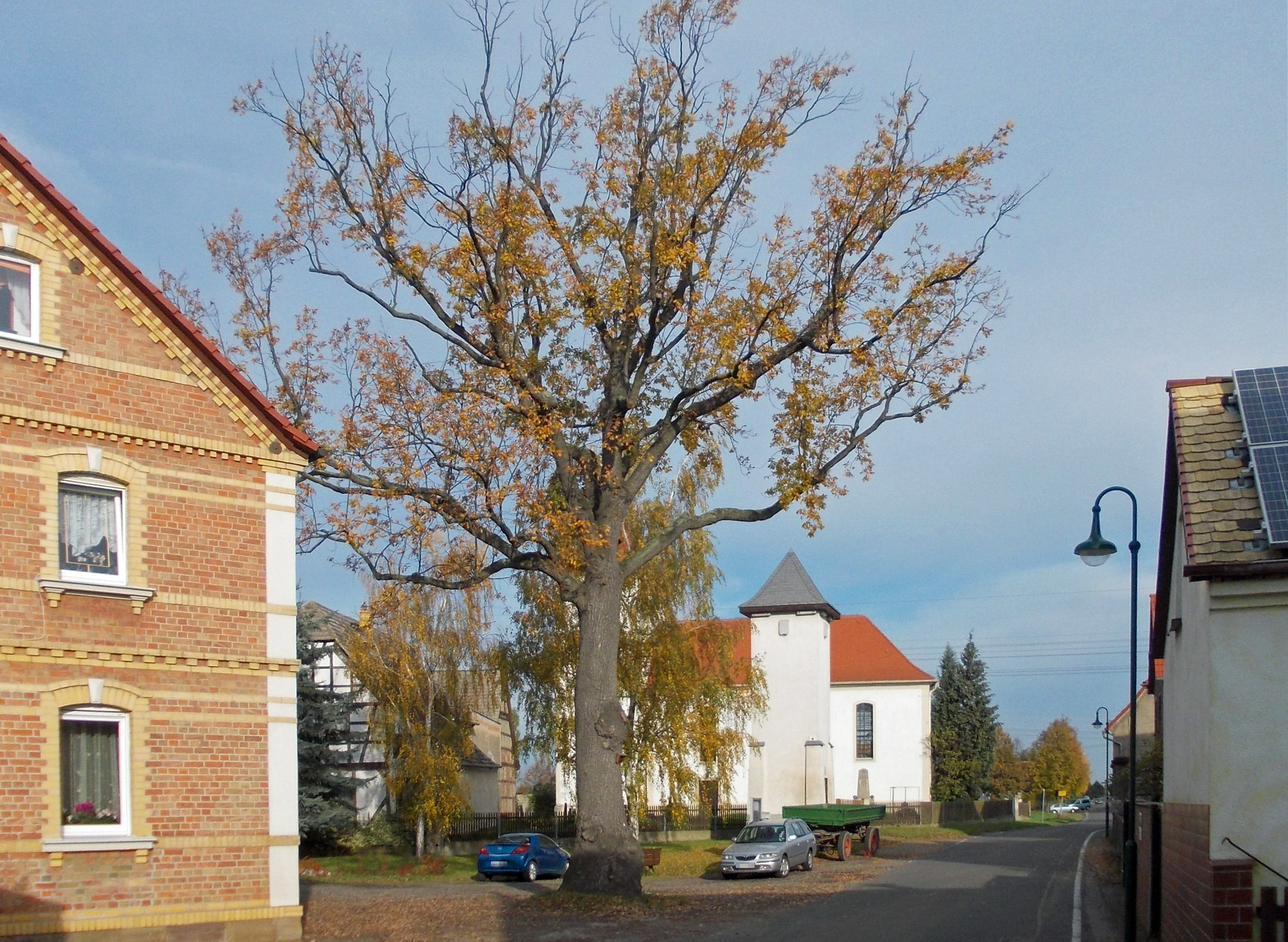
Ortsmittige Luthereiche

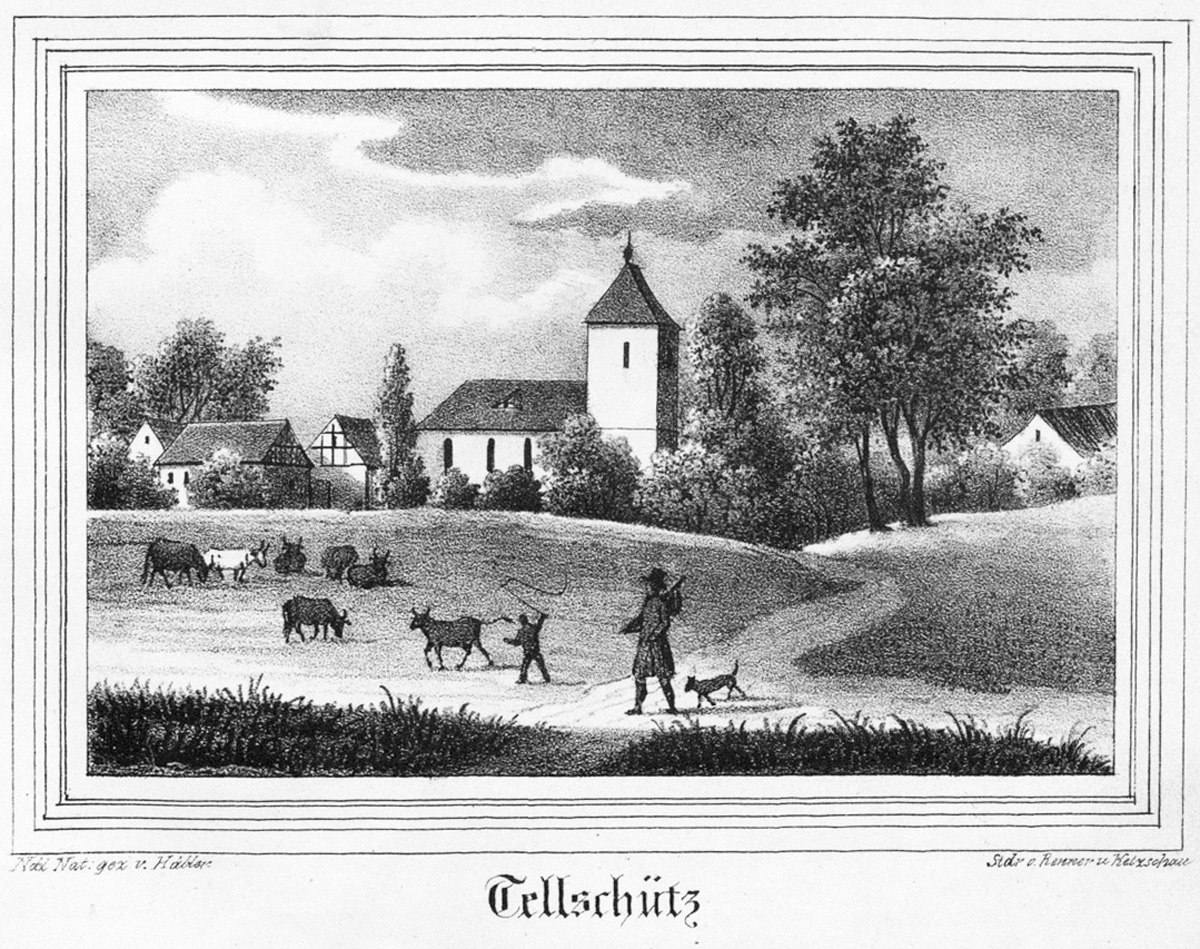
Dorf und Kirche um 1840

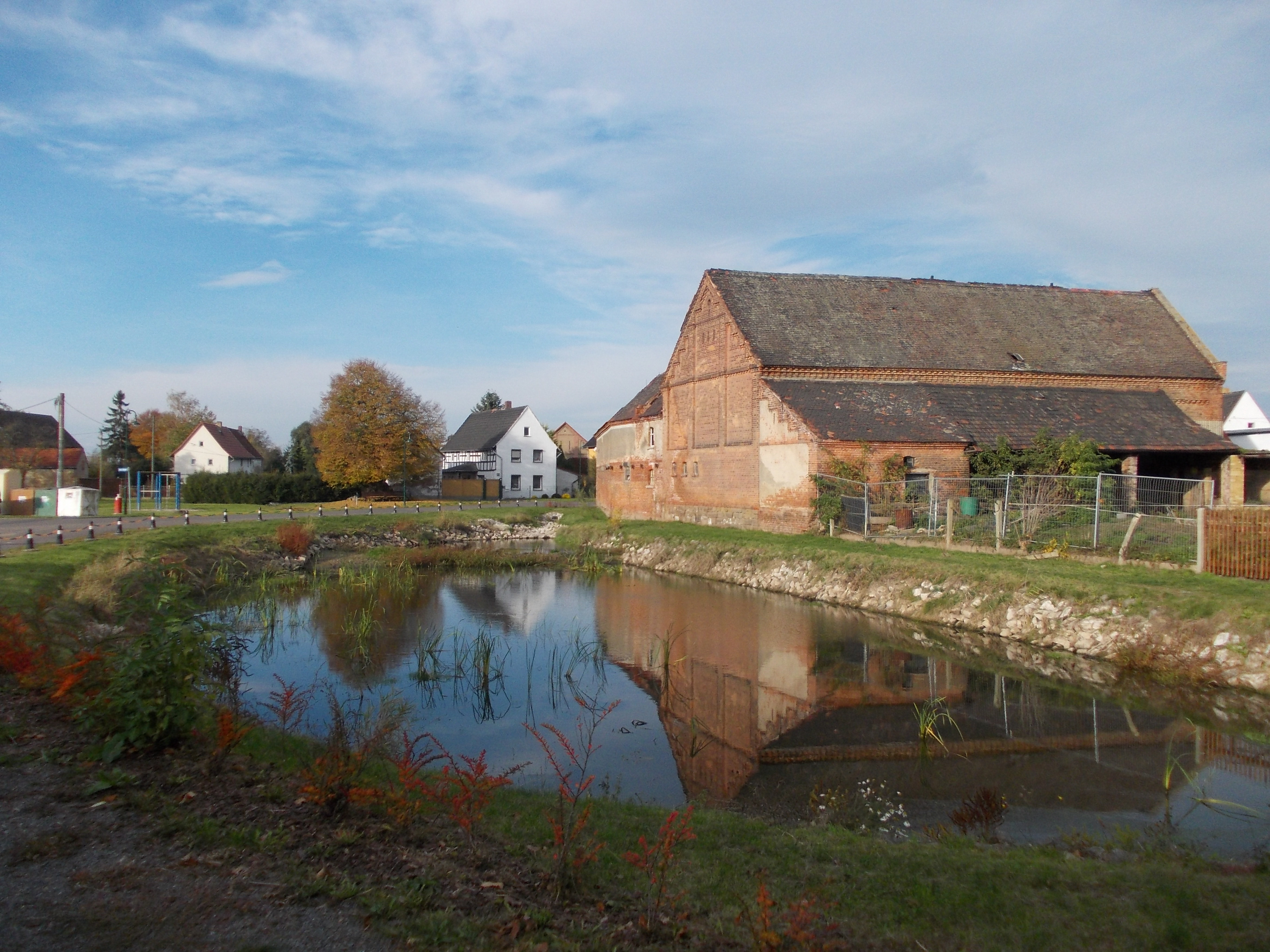
Der Dorfteich

Tellschütz ist ein Ortsteil der sächsischen Stadt Zwenkau im Landkreis Leipzig und liegt  im westlichen Teil der Leipziger Tieflandsbucht.

## Lage
Der Ort liegt ca. 4,5 Kilometer südwestlich des Zwenkauer Stadtzentrums. Nördlich der Siedlung verläuft der Werbener Ableiter, südlich der Profener Elstermühlgraben, der teilweise auch die Flurgrenze bildet. Nördlich von Tellschütz liegt der ebenfalls zu Zwenkau gehörende Ort Großdalzig, im Süden grenzen die Fluren von Großstorkwitz und Wiederau an Tellschütz. Die Kreisstraße 7956 stellt die Verbindung in die Nachbarorte her.

### Nahverkehr
Im öffentlichen Nahverkehr ist Tellschütz über die Haltestelle Tellschütz mit folgenden Linien erreichbar:
- TaktBus 120 (RBL): Zwenkau – Tellschütz – Kitzen – Knautnaundorf – Knautkleeberg
- TaktBus 121 (RBL): Kitzen → Tellschütz → Pegau (Einzelfahrt nur an Schultagen)

## Geschichte
Die älteste urkundliche Erwähnung von Tellschütz stammt aus dem Jahr 1297, als erstmals ein Apeczus de Teltschicz erwähnt wird. Entstanden ist der Ort als slawischer Rundweiler, der später durch deutsche Siedler erweitert wurde. Im 13. und 14. Jahrhundert ist ein Herrensitz nachweisbar, von dem sich jedoch keine baulichen Reste erhalten haben. Standort war, archäologischen Befunden zufolge, der ältere südliche Ortsteil „Am Ring“. Hier lag auch der Dorfanger mit Teich. Das Oberdorf besteht aus einer straßendorfartigen Erweiterung mit abzweigender Sackgasse, der Dorfkirche und dem Friedhof.
Spätestens im 16. Jahrhundert wechselte die Grundherrschaft zu den Rittergütern Löbnitz und Kitzen, die beide 1548 Anteile im Ort besaßen. Ab 1606 unterstand Tellschütz dem altschriftsässigen Rittergut Mausitz. Die Verwaltungszugehörigkeit oblag 1378 dem „castrum Groitzsch“, 1548 bis Mitte des 19. Jahrhunderts dem Amt Pegau und ab 1856 dem neugebildeten Gerichtsamt Zwenkau. Im Zuge einer Verwaltungsreform in Sachsen kam Tellschütz 1875 zur Amtshauptmannschaft Leipzig. Am 1. Januar 1952 wurde der Ort nach Großdalzig eingemeindet und dem Landkreis Leipzig zugeordnet. Seit dem 1. Oktober 1993 gehört Großdalzig mit seinen Ortsteilen, darunter auch Tellschütz, zur Stadt Zwenkau.

### Bevölkerungsentwicklung
| Jahr      | 1548/51                                   | 1764                                       | 1834 | 1871 | 1890 | 1910 | 1925 | 1939 | 1946 |
| Einwohner | 23 besessene Mann, 10 Wüstungen, 15 Hufen | 24 besessene Mann, 15,5 Hufen, je 10 Acker | 162  | 157  | 183  | 175  | 190  | 194  | 261  |

## Ortsbild
Typisch für Tellschütz sind große Drei- und Vierseithöfe, die früher hauptsächlich von Mittelbauern bewirtschaftet wurden. Hinzu kommen Wohngebäude jüngeren Datums.
Markantestes Bauwerk ist die Dorfkirche Tellschütz, die in ihren Grundzügen noch aus der Zeit der Romanik stammt. Das mehrfach umgebaute Gebäude erhielt sein typisches Aussehen im 16. Jahrhundert, die Innenausstattung stammte aus der Barockzeit.